# Sicus caucasicus
Sicus caucasicus är en tvåvingeart som beskrevs av Zimina 1963. Sicus caucasicus ingår i släktet Sicus och familjen stekelflugor. Inga underarter finns listade i Catalogue of Life.